# گروه اس‌دی‌اف
گروه اس‌دی‌اف (انگلیسی: SDF Group) شرکت مهندسی ایتالیایی است، که در سال ۱۹۲۷ تأسیس شد.